# فرودگاه سن کارلوس آپاچی
فرودگاه سن کارلوس آپاچی (به انگلیسی: San Carlos Apache Airport) یک فرودگاه همگانی است . این فرودگاه در شهر گلوب، آریزونا کشور ایالات متحده آمریکا قرار دارد و در ارتفاع ۹۹۴ متری از سطح دریا واقع شده است.